# Francesco Antonio Bonporti
Francesco Antonio Bonporti (baptisé le 11 juin 1672 à Trente ; mort le 19 décembre 1749 à Padoue) est un prêtre, violoniste et compositeur de musique baroque de la fin du XVIIe et de la première moitié du XVIIIe siècle.

## Biographie
Après des études de théologie et de philosophie au séminaire jésuite de la ville de Trente (Italie), puis à Innsbruck (Autriche), et enfin à Rome, Francesco Antonio Bonporti prend des leçons de violon chez Arcangelo Corelli dans cette même ville. Il retourne dans sa ville natale en 1695 en tant que prêtre et commence à publier ses premières œuvres.
Il prend sa retraite en 1740 et se retire à Padoue où il meurt neuf ans plus tard. Il est enterré dans la basilique Saint-Antoine, à Padoue.
Il a influencé Jean-Sébastien Bach dans la conception de ses Invenzioni (littéralement : Inventions), pour clavier, petites compositions polyphoniques d'écriture libre. Bach a consacré beaucoup de temps à copier les œuvres des auteurs qu'il appréciait. C'est ainsi qu'on lui a attribué à tort certaines œuvres, dont quelques Invenzioni écrites par Bonporti.

## Œuvres
- Opus 1 : 10 sonates en trio (1696)
- Opus 2 : 10 sonates en trio (1698)
- Opus 3 : 6 Motets pour soprano, 2 violons et basse continue (1702 ou 1703)
- Opus 4 : 10 sonates en trio (1703)
- Opus 6 : 10 sonates en trio (1705)
- Opus 7 : 10 sonate pour violon et basse continue 1707)
- Opus 10 : 10 inventions pour violon et basse continue (1712)
- Opus 11 : 10 concertos à 5 pour instruments à cordes (1715)
- Opus 12 : 10 sérénades et Concertinos pour violon et basse continue.
- 2 manuscrits de Sonates pour violon et basse continue.

## Discographie
- Invenzioni a violino solo, Chiara Banchini, Gaetano Nasillo, Jasper Christensen (Harmonia Mundi)